# Winton Dean
Winton Basil Dean (Birkenhead, 18 de marzo de 1916 − 19 de diciembre de 2013) fue un musicólogo inglés del siglo XX, más conocido por sus investigaciones sobre la vida y las obras de músicos, en particular la óperas y oratorios del compositor Georg Friedrich Händel, como se detalla en su libro Handel’s Dramatic Oratorios and Masques (1959).  

## Trayectoria
Después de educarse en Harrow y Cambridge, Dean se convirtió en un escritor notable sobre música, especialmente después de la Segunda Guerra Mundial, cuando publicó varias obras relativas a la composición de Georges Bizet. Händel, sin embargo, sigue siendo su principal objetivo, y aparte del libro ya mencionado, también publicó Handel and the Opera Seria (Berkeley, 1969), y uno más general llamado Essays on Opera (Oxford, 1990, 2/1993). Su volumen enciclopédico definitivo sobre las óperas de Handel se publicó en 1987 y 2006. 
Dean contribuyó en gran medida a una serie de publicaciones sobre musicología, incluyendo Musical Times y Opera. Dean también escribió sobre ópera francesa, y también de la ópera italiana antes de la primacía de Verdi. Su reputación, sin embargo, se forjó en gran medida por su estudio de las obras de Händel, siendo Handel’s Dramatic Oratorios and Masques ampliamente reconocido como su trabajo culminante, como resultado del análisis detallado de documentos originales y el planteamiento del tema en profundidad.
En 1995 fue galardonado con el Handel Music Prize.
Falleció el 19 de diciembre de 2013 a los 97 años.

## Obra
- Winton Dean (1959), Handel's Dramatic Oratorios and Masques, Oxford University Press.
- Winton Dean; Knapp, J. Merrill (1987), Handel's operas: 1704 – 1726, Oxford University Press, ISBN 9780193152199.
- Winton Dean (2006), Handel's Operas, 1726-1741, Boydell Press, ISBN 1843832682.